# شايستا عزيز
شايستا عزيز ( (بالأردوية: شائستہ قوال)‏ ؛ من مواليد 1978) صحفي إنجليزي ، وكاتب ، وممثل كوميدي ، وسياسي في حزب العمال ، ومستشار روز هيل وإيفلي في مجلس مدينة أكسفورد ، وعامل إغاثة دولي سابق من أصل كشمير - باكستاني

## حياة سابقة
وصل والد عزيز إلى بريطانيا قادماً من كشمير الباكستانية في سن السادسة عشرة.  هي الابنة الوحيدة لوالديها مع شقيقين أصغر.  ولدت عزيز وترعرعت في أكسفورد ،  وقرأت ليسانس في الأدب الإنجليزي ودراسات المرأة في الجامعة. 

## مهنة الصحافة
عملة عزيز كصحفية في غرفة الأخبار لموقع الجزيرة الإخباري باللغة الإنجليزية في الدوحة ، قطر و  صحفية إذاعية ومنتجة لهيئة الإذاعة البريطانية وكتب لمجلة New Internationalist . بالإضافة إلى أخصائية إعلامية في منظمة أوكسفام ،  منظمة العفو الدولية ، منظمة إنقاذ الطفولة والإغاثة الإسلامية .  سافرت وعملت في جميع أنحاء العالم من العراق وإيران ولبنان وغزة واليمن إلى هايتي وطاجيكستان وبورما وروسيا وباكستان وإندونيسيا. 

## مهنة الوقوف الكوميديا
قامة عزيز بأداء الوقوف في جميع أنحاء المملكة المتحدة ، بما في ذلك في مهرجان إدنبرة مع الأبقار الضاحكة في أغسطس 2010 ، ومهرجان هونج كونج الدولي للكوميديا  وحدث السلام العالمي والوحدة في أكتوبر 2010. 

## الحياة السياسية
تنتمي عزيز إلى حزب العمال دائرة شؤون المرأة من أجل الشرق أكسفورد حزب العمل . في مايو 2018 ، في انتخابات مجلس مدينة أكسفورد ، تم انتخابها كمستشارة لجناح روز هيل وإيفلي.  

## روابط خارجية
- Shaista Aziz على تويتر.
- شايستا عزيز على theguardian.com
- عزيز ، شايستا. كيف أصبحت سائح إرهابي . شبكة مراقبي الوسائط . 22 يوليو 2002
- عزيز ، شايستا. وجهة نظر: لماذا قررت لبس الحجاب . بي بي سي نيوز . 12 سبتمبر 2003